# Superintendência de Trens Urbanos de Maceió
O sistema de trens urbanos de Maceió é administrado pela CBTU através da Superintendência de Trens Urbanos de Maceió. Possui aproximadamente 34,3 km de extensão contando com 14 estações e 2 paradas interligando os municípios de Maceió, Santa Luzia do Norte, Satuba e Rio Largo, na Região Metropolitana de Maceió. Atualmente transporta cerca de 13 mil passageiros por dia.

## História
Serviço Criado pela Rede Ferroviária do Nordeste em meados de 1965, em 1975 passou para a administração da RFFSA durante a estatização das linhas ferroviárias do Brasil. Devido a privatização das linhas ferroviárias da RFFSA a concessão para a operação dos trens urbanos passou em 1997 para a CBTU vinculada ao Ministério das Cidades do governo federal.

## Características
Este sistema atualmente possui 32,1 km de extensão e é servido por 9 estações e 5 paradas dessas, duas são experimentais. Os veículos deste sistema possuem uma velocidade média de 26,7 km/h. A bitola é métrica em via singela e os trens são movidos a diesel.

### Tabela
| Linha         | Terminais                        | Inauguração      | Comprimento (km) | Estações | Duração das viagens (min) | Funcionamento                           |
| ------------- | -------------------------------- | ---------------- | ---------------- | -------- | ------------------------- | --------------------------------------- |
| Linha Central | Maceió ↔ Lourenço de Albuquerque | A partir de 1997 | 32,1             | 15       | 77                        | De segunda a sábado, das 05:00 às 21:30 |

| Linha          | Terminais        | Inauguração      | Comprimento (km) | Estações | Duração das viagens (min) | Funcionamento                           |
| -------------- | ---------------- | ---------------- | ---------------- | -------- | ------------------------- | --------------------------------------- |
| Linha Paralela | Maceió ↔ Jaraguá | A partir de 2017 | 2,2              | 1        | 5                         | De segunda a sábado, das 05:00 às 21:30 |

### Frota
| Modelo/Série | Potência (kW) | Bitola (m) | Fabricante | Origem | Ano de Fabricação | Adquirente Inicial | Frota Ativa | Frota Inativa | Frota Total |
| ------------ | ------------- | ---------- | ---------- | ------ | ----------------- | ------------------ | ----------- | ------------- | ----------- |
| RSD-8/6000*  | 671           | 1,00       | ALCO       | EUA    | 1958              | RFFSA              | 3           | 0             | 3           |
| UC**         | ---           | 1,00       | Pidner     | Brasil | 1978              | ---                | 10          | 7             | 17          |
| Mobile 3     | 2x338         | 1,00       | Bom Sinal  | Brasil | 2011              | ---                | 2           | 1***          | 3           |
| TOTAL        |               |            |            |        |                   |                    | 15          | 8             | 23          |

(*) Locomotivas • (**) Carros de Passageiros • (***) Composição em teste operacional
As locomotivas ALCO RSD-8 (nº 6002, 6007 e 6019) encontra-se com pintura especial desde 2008.

## Projetos
Existe um projeto da CBTU chamado Trem Padrão, que consiste em um VLT de fabricação totalmente nacional e que irá substituir as locomotivas a diesel dos sistemas de João Pessoa, Maceió, Natal e do VLT do Recife que opera na Região Metropolitana do Recife.

## Tarifa
- Normal - R$ 1,25